# Marcus & Martinus
Marcus & Martinus är en norsk popduo som består av tvillingbröderna Marcus Gunnarsen och Martinus Gunnarsen, födda 21 februari 2002 i Elverums kommun. De är uppvuxna i Trofors i norra Norge, och slog igenom 2012 när de vann Melodi Grand Prix Junior med den självbiografiska låten "To dråper vann". Duon vann Melodifestivalen 2024 med bidraget "Unforgettable" och fick därmed representera Sverige i Eurovision Song Contest 2024.

## Karriär
Duons debutalbum Hei släpptes 2015 och toppade VG-lista, där den låg kvar i 126 veckor. De blev nominerade till tre priser under Spellemannprisen 2015: "Årets Popgrupp" för debutalbumet, "Årets Låt" för "Elektrisk" och "Årets Nykomling". I maj 2016 släpptes deras första singel på engelska, "Girls", tillsammans med Madcon. På singeln "Light it up", som släpptes i juli 2016, var jamaicanska Samantha J gästartist, och samma år släpptes albumet Together, som toppade listorna både i Sverige och Norge, samt topp 10 i Finland och topp 20 i Danmark. Samma år släpptes den självbiografiska boken Vår historia.
År 2016 vann tvillingarna priset "Årets Spellemann", och var då de första vinnarna under 18 år. I augusti 2017 vann de priset "Folkets Amanda" för sin egen film Sammen om Drømmen. Samma år släpptes låten "Like it like it", tillsammans med Silentó, och duons tredje album Moments släpptes samma år, och nominerades till Spellemannprisen.
Den 20 maj 2022 vann bröderna i finalen av Masked Singer Sverige, som sändes i TV4. De sjöng varannan låt under masken Spelmannen.
Den 18 februari 2023 tävlade duon i svenska Melodifestivalen 2023 med låten "Air". Låten är skriven av Joy Deb, Linnea Deb, Jimmy "Joker" Thörnfeldt, Marcus och Martinus. Låten slutade på andra plats i finalen, dit den hade kvalificerats via en förstaplats i den tredje deltävlingen. I Melodifestivalen 2024 tävlade de återigen, denna gång med "Unforgettable" som de skrivit tillsammans med Jimmy Thörnfeldt, Joy Deb och Linnea Deb. Duon vann finalen med 177 poäng och representerade Sverige i Eurovision Song Contest 2024 den 11 maj i Malmö. I finalen blev det en niondeplats.

## Familj
Marcus & Martinus har en äldre halvsyster på sin mors sida. Duon har även en yngre syster som heter Emma Gunnarsen och även hon är artist.

## Diskografi

### Singlar i urval
- "To dråper vann" (2012)
- "Leah" (2013)
- "Du" (2014)
- "Plystre på deg" (2015)
- "Elektrisk"(2015)
- "Girls" med Madcon (20 maj 2016)
- "Go Where You Go" (28 oktober)
- "Without you” (2 november 2016)
- "Like it Like it" med Silento (19 maj 2017)
- "Remind me" (26 januari 2018)
- "Pocket Dial" (7 juni 2019)
- "Love You Less" (2 oktober 2020)
- "It‘s Christmas Time" (6 november 2020)
- "Belinda" (4 juni 2021)
- "Feel" (4 november 2021)
- "When All The Lights Go Out" (27 maj 2022)
- "Wicked Game" (9 september 2022)
- "Gimme Your Love" med Medun (21 oktober 2022)
- "Air" (25 februari 2023)
- "Unforgettable" (2 mars 2024)
- "Another Life" med Vize (25 oktober 2024)
- "Wonder" (10 januari 2025)

### Album
- Hei (2015)
- Hei (fan spesial) (2015)
- Hei (instrumental) (2015)
- Together (2016)
- Moments (2017)
- Moments (instrumental) (2018)
- Together (instrumental) (2018)
- Soon (EP) (2019)
- Unforgettable (2024)

## Filmografi

### Film
- Marcus & Martinus - Tillsammans mot drömmen[11] (2017)

## Biografier
- Marcus & Martinus: vår historia (2016) ISBN 9789176631720
- Marcus & Martinus: Vår värld (2017)
- Marcus & Martinus: Två röster, en historia (2024)